# Hardanger-fjord

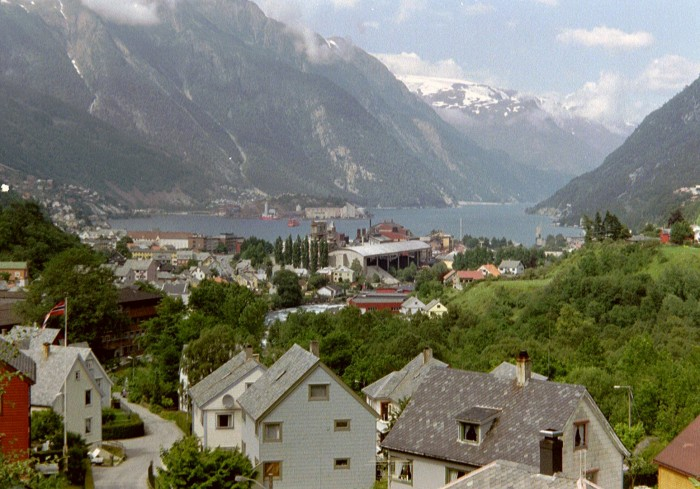
A Hardanger-fjord Oddából

A Hardanger-fjord a világ harmadik, Norvégia második legnagyobb fjordja, az ország délnyugati részében (Vestlandet) lévő Hordaland megyében (fylke), Hardanger történelmi régióban.
Hossza 179 kilométer.
A Hardanger-fjord az Atlanti-óceánból nyílik, Bergentól délre. Innen északkeleti irányba tart, amíg el nem éri Hardangervidda nagy fennsíkját. Leghosszabb ága a Sør-fjord, amely a fő fjordból mintegy 50 kilométeres mélységben hatol dél felé.
A Hardangerfjord legnagyobb mélysége több mint 800 méter, ez Norheimsundnál, a fjord közepén van.

## Mellékfjordjai

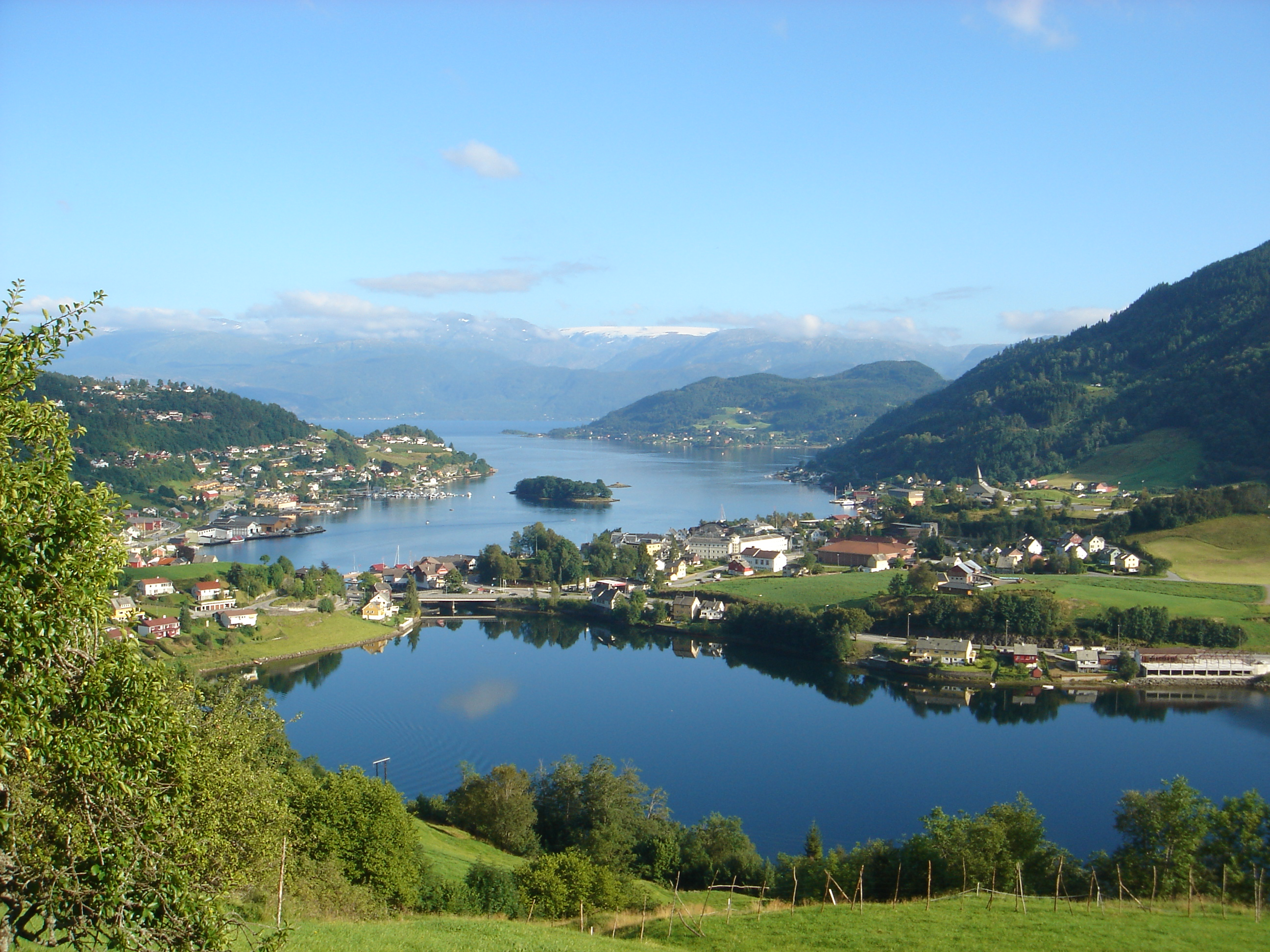
A Hardanger-fjord Ytre Samla-fjordnál

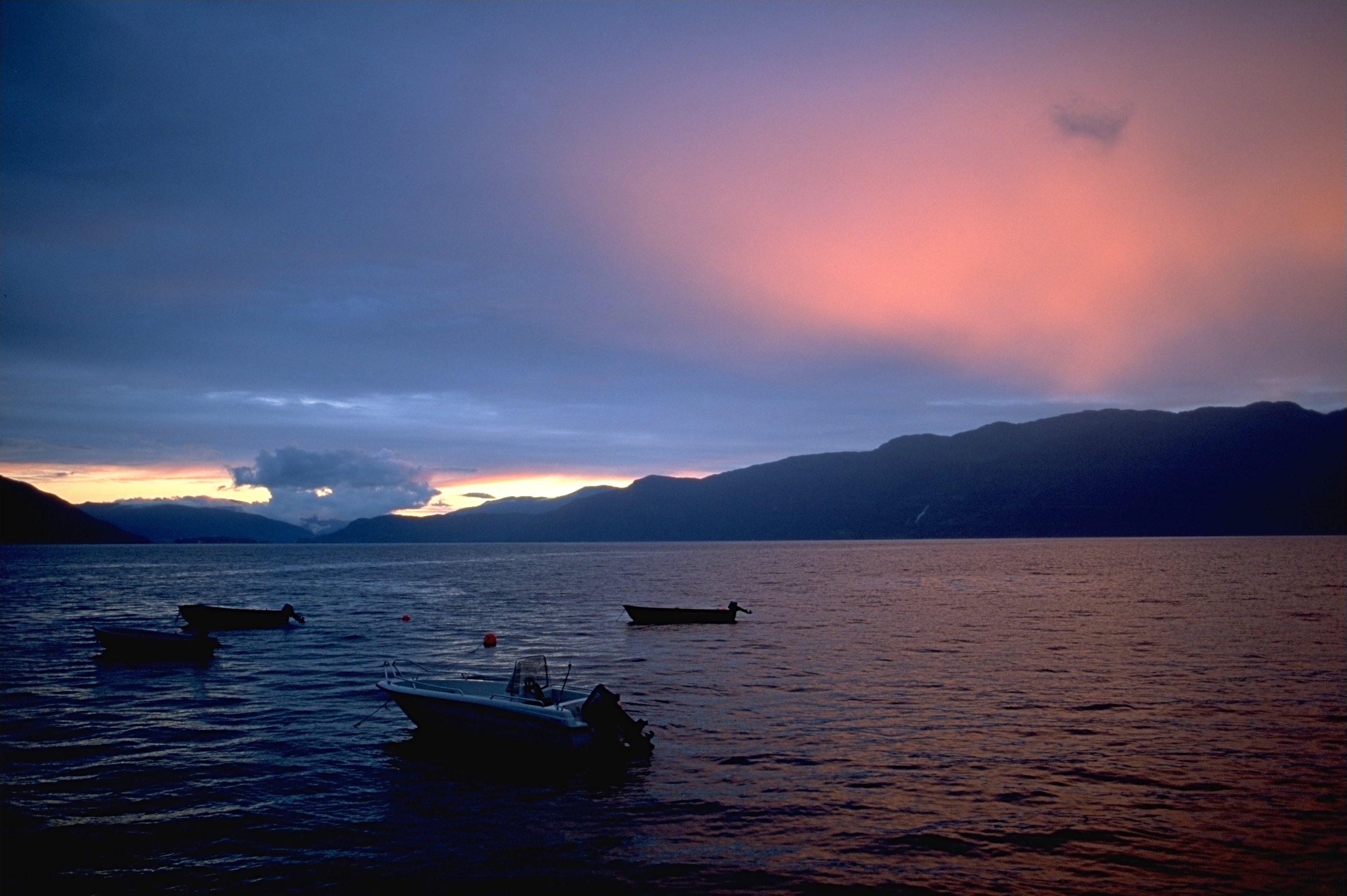
Hardanger-fjordi naplemente

Nyugatról keletre:
- A fjordbejárat
  - Husnes-fjord
  - Lokksundet
- Onarheims-fjord
- Storsundet
- Kvinnherads-fjord
- Øyne-fjord
- Bondesundet
- Silde-fjord
- Hiss-fjord
- Strandebarmsbukta
- Ytre Samla-fjord
- Indre Samla-fjord
- Utne-fjord
  - Granvin-fjord
  - Eid-fjord
    - Osa-fjord
      - Ulvik-fjord
- Sør-fjord

## Külső hivatkozások
- Képek Vossból és Hardangerből